# Prefectura Nacional Naval

Distintivo Prefectura Nacional Naval.

La Prefectura Nacional Naval (in lingua italiana: Prefettura Nazionale Navale), conosciuta anche con l'acronimo PRENA, è l'organismo cui compete la salvaguardia della vita umana ed il coordinamento di ricerca e salvataggio (SAR) in mare nonché la gestione amministrativa, la sicurezza della navigazione, la difesa delle acque territoriali e della Zona economica esclusiva dell'Uruguay.
È parte integrante della Marina militare uruguaiana di cui è uno dei corpi che la costituiscono.

## Acronimi
Elenco delle abbreviazioni utilizzate dalla Prefectura Nacional Naval
- PRENA - Prefecto Nacional Naval
- AYPRE - Ayudantía del Prefecto Nacional Naval
- SEPRE - Secretaría del Prefecto Nacional Naval
- EMPRE - Estado Mayor de la Prefectura Nacional Naval
- CUGAR - Cuartel General
- DIRME - Dirección Registral y de Marina Mercante
- OFIPI - Oficina de Pilotaje
- UNAPO - Unidad de Apoyo Operativo
- DIMAR - Dirección de Tráfico Marítimo
- DIVIN - División Investigaciones y Narcotráfico
- SEFIC - Secretaría Financiero Contable de la P.N.N.
- JECUR - Jefatura de Circunscripción del Río Uruguay
- SUBEL - Sub-Prefectura de Bella Unión
- SUBAR - Sub-Prefectura de Artigas
- PRESA -  Prefectura del Puerto de Salto
- PREPA - Prefectura del Puerto de Paysandú
- PREFA - Prefectura del Puerto de Fray Bentos
- SUMER - Sub-Prefectura de Mercedes
- PRENU - Prefectura del Puerto de Nueva Palmira
- SUDOL - Sub-Prefectura de Dolores
- JECRI - Jefatura de Circunscripción del Río de la Plata
- PRECO - Prefectura del Puerto Colonia
- SUBCA - Sub-Prefectura de Carmelo
- SULAC - Sub-Prefectura de Juan Lacaze
- PREVI - Prefectura de Trouville
- SUVAZ - Sub-Prefectura de Santiago Vázquez
- PRECA - Prefectura de Canelones
- SUBLY - Sub-Prefectura de Solymar
- SUFLO - Sub-Prefectura de la Floresta
- JECOA - Jefatura de Circunscripción del Océano Atlántico
- PREMA - Prefectura del Puerto de Maldonado
- SUPIR - Sub-Prefectura de Piriápolis
- SUBJI - Sub-Prefectura de José Ignacio
- PRELA - Prefectura del Puerto la Paloma
- SUCHU - Sub-Prefectura del Chuy
- PRERI - Prefectura de Río Branco
- SUCHA - Sub-Prefectura de La Charqueada
- PREMO - Prefectura del Puerto de Montevideo
- CONMO - Centro de Control Marítimo del Puerto de Montevideo